# Larisa Bergen
Larisa Abramovna Bergen (em russo:  Лариса Абрамовна Берген; Astana, 22 de setembro de 1949 — 7 de abril de 2023) foi uma jogadora de voleibol do Cazaquistão que competiu pela União Soviética nos Jogos Olímpicos de 1976.
Em 1976, ela fez parte da equipe soviética que conquistou a medalha de prata no torneio olímpico, no qual atuou em cinco partidas.

## Morte
Larisa morreu no dia 7 de abril de 2023, aos 73 anos.